# Sitting on Top of the World (cântec de Delta Goodrem)
„Sitting on Top of the World” este un cântec al interpretei australiene Delta Goodrem. Acesta a fost compus de solistă în colaborare cu producătorul John Shanks, reprezentând primul extras pe single de pe cel de-al patrulea material discografic de studio al artistei — Child of the Universe.

## Clasamente
| Țară (Clasament)                            | Poziția maximă | Referință |
| ------------------------------------------- | -------------- | --------- |
| Australia (ARIA Singles Chart)              | 2              | [ 2 ]     |
| Australia (Airplay)                         | 5              | [ 3 ]     |
| Australia (Hot 30 Countdown)                | 4              | [ 4 ]     |
| Australia (iTunes Top 100)                  | 2              | [ 5 ]     |
| Australia (Take 4U Countdown)               | 2              | [ 6 ]     |
| Australia (Top 20 Australian Singles Chart) | 1              | [ 7 ]     |
| Australia (Top 40 Digital Track Chart)      | 2              | [ 8 ]     |
| Noua Zeelandă (iTunes Top 100)              | 13             | [ 5 ]     |
| Noua Zeelandă (RIANZ)                       | 23             | [ 9 ]     |